# 10058 Ikwilliamson
10058 Ikwilliamson è un asteroide della fascia principale. Scoperto nel 1988, presenta un'orbita caratterizzata da un semiasse maggiore pari a 2,3992272 au e da un'eccentricità di 0,2252072, inclinata di 9,71140° rispetto all'eclittica.